# Svensktoppen 1972
Svensktoppen 1972 är en sammanställning av de femton mest populära melodierna på Svensktoppen under 1972.
Populärast var Evert Taubes Änglamark, inspelad av Sven-Bertil Taube, från Hasseåtages film Äppelkriget. Melodin fick sammanlagt 551 poäng under 16 veckor.
Populärast från årets melodifestival var tredjeplacerade Säg det med en sång av Lena Andersson, som totalt fick 399 poäng under 11 veckor.
Populäraste artisten var Ann-Louise Hanson, som fick med tre melodier (varav en med Glenmarks) på årssammanfattningen.

## Årets Svensktoppsmelodier 1972
| Nr | Artist                      | Titel                           | Poäng | Antal veckor |
| -- | --------------------------- | ------------------------------- | ----- | ------------ |
| 1  | Sven-Bertil Taube           | Änglamark                       | 551   | 16           |
| 2  | Ted Gärdestad               | Jag vill ha en egen måne        | 477   | 14           |
| 3  | Alf Robertson               | Lasse och Mari                  | 468   | 17           |
| 4  | Ann-Louise Hanson           | Tag emot en utsträckt hand      | 467   | 17           |
| 5  | Clas Edmark                 | Blad faller tyst som tårar      | 457   | 15           |
| 6  | Sven-Bertil Taube           | En sång om frihet               | 456   | 12           |
| 7  | Lena Andersson              | Säg det med en sång             | 399   | 11           |
| 8  | Claes-Göran Hederström      | Här ute på landet               | 379   | 11           |
| 9  | Peter Holm                  | Syster Jane                     | 375   | 9            |
| 10 | Ann-Louise Hanson           | Vad än sker                     | 344   | 14           |
| 10 | Stefan Rüdén                | Sofia dansar go-go              | 344   | 9            |
| 12 | Titti Sjöblom               | Tänk en så'n vacker värld       | 330   | 13           |
| 13 | Anita Hegerland & Roy Black | Då är det skönt att finnas till | 306   | 11           |
| 14 | Glenmarks                   | Gammaldags musik                | 302   | 9            |
| 15 | Roger Johnson               | Snälla pappa vänta på mig       | 298   | 12           |